# Ponç Carbonell
Ponç Carbonell (Barcelona, ~1260 — 3 de desembre de 1350) fou un frare franciscà i exegeta tingut per venerable per l'Església catòlica.

## Biografia
Fou en 1313 guardià del convent de Sant Antoni de Barcelona. Fou nomenat el 1334 provincial de la Corona d'Aragó. Molt apreciat, fou preceptor, entre d'altres, de l'infant Joan d'Aragó, futur arquebisbe de Toledo i administrador de Tarragona, que acompanyà sovint i al qual dedicà un comentari inèdit de la Bíblia.
Per encàrrec de Jaume II el Just intervingué davant Frederic II de Sicília en el conflicte produït arran de l'expulsió dels fraticelli refugiats a l'illa (1314). Ell mateix podria haver estar influït per les idees mil·lenaristes i, a través de Joan Olivi, va seguir l'obra de Joaquim de Fiore, i simpatitzà amb els moviments espirituals com els fraticels. En 1315 treballà per obtenir la pau entre Frederic i Robert I de Nàpols. Fruí de la confiança del papa Benet XII, que n'elogià la col·laboració en la redacció de les constitucions franciscanes del 1337, com a membre de la junta de teòlegs reunida a Avinyó en 1336. Algunes biografies diuen que fou mestre de Lluís de Nàpols, futur bisbe de Tolosa i sant. Morí amb fama de santedat a 90 anys, al convent de l'antic convent de Sant Antoni, primer establiment dels framenors a Barcelona, i fou sebollit a la seva capella de Sant Esteve.
Fou el primer teòleg medieval hispànic que va comentar tots els llibres bíblics en la seva Catena patrum en vuit volums, molt influïda per la Catena aurea de Tomàs d'Aquino, i que de vegades es troba citat amb el mateix títol. La començà en 1318 amb el comentari a Job, que dedicà a Joan d'Aragó i continuà amb els salms, l'Apocalipsi, el Càntic dels càntics i Daniel, acabant cap al 1329-1334 amb els comentaris als evangelis i un nou comentari a Job, seguint la Postilla litteralis de Nicolau de Lira. També escrigué De mundi aetatibus et tentationibus et de Antichristo (1335), inèdit i on, a partir de textos patrístics, parla de la propera vinguda de l'Anticrist. Altra obra seva és la Series patriarcharum, regum Israel et Juda, imperatorum Romanorum, summorum pontificum.

## Veneració
Va ésser venerat i qualificat de venerable i beat, tot i que mai no va ésser oficialment beatificat. El culte públic va tenir lloc fins al 1835, quan el Convent de Sant Francesc de Barcelona fou clausurat i enderrocat, i les relíquies i la memòria se'n perderen. En santorals dels segles XIX i començament del segle xx apareix com a "beat Ponç Carbonell, savi menoret" amb festivitat el 3 de novembre.